# Hymenocallis longibracteata
Hymenocallis longibracteata är en amaryllisväxtart som beskrevs av Bénédict Pierre Georges Hochreutiner. Hymenocallis longibracteata ingår i släktet Hymenocallis och familjen amaryllisväxter. Inga underarter finns listade i Catalogue of Life.